# Peter Ulrich (Politiker)
Peter Ulrich (* 13. Juli 1928 in Stuttgart; † 30. Juli 2011 in Berlin) war ein deutscher Politologe und Politiker (SPD).

## Leben und Beruf
Nach dem Notabitur (Sonderreifeprüfung) 1945 arbeitete Ulrich von 1946 bis 1949 als Ortskreissekretär und dann bis 1954 als Erzieher in der Berliner Verwaltung. Anschließend nahm er ein Studium der Politischen Wissenschaften an der Freien Universität Berlin auf, das er mit der Prüfung als Diplom-Politologe abschloss. Er schloss sich 1956 Deutschen Angestellten-Gewerkschaft (DAG) an und war von 1956 bis 1960 Landesjugendleiter der Gewerkschaft in Berlin. Von 1960 bis 1965 folgte die Arbeit als Leiter der Jugendbildungsstätte Wannseeheim e. V.

## Politik
Ulrich trat 1949 in die SPD ein. Er war von 1965 bis 1967 Landesjugendpfleger beim Senator für Jugend und Sport, von 1968 bis 1976 Senatsdirektor (Staatssekretär) beim Senator für Inneres und von 1976 bis 1977 Senatsdirektor beim Senator für Bau- und Wohnungswesen. Von 1977 bis 1981 amtierte er als Innensenator und von Januar 1981 bis Juni 1981 als Senator für Bau- und Wohnungswesen des Landes Berlin. Im Juni 1981 wurde er in das Berliner Abgeordnetenhaus gewählt, dem er bis 1985 angehörte. Hier war er von 1983 bis 1985 Vorsitzender der SPD-Fraktion. In dieser Zeit war Ulrich Vorsitzender des Petitionsausschusses und Mitglied des Ältestenrates. Von November 1981 bis Juni 1985 war er Landesvorsitzender der Berliner Sozialdemokraten.

## Persönliches
Ulrich war verheiratet und hatte eine Tochter sowie mehrere Enkelkinder.